# Katerina Tycova
Katerina Tycova, auch Kacenka Tycova, (* 16. Mai 1999 in München) ist eine deutsche Squashspielerin.

## Karriere
Katerina Tycova, die im Alter von sieben Jahren mit dem Squashsport begann, vertrat Deutschland auf Juniorinnenebene sowohl bei Welt- als auch bei Europameisterschaften. Seit März 2021 spielt Tycova auf der PSA World Tour und gewann auf dieser bislang einen Titel. Ihre höchste Platzierung in der Weltrangliste erreichte sie mit Rang 90 am 15. Mai 2023. Im Erwachsenenbereich wurde sie 2022 nach einer Finalniederlage gegen Saskia Beinhard deutsche Vizemeisterin. Mit der deutschen Nationalmannschaft nahm sie im selben Jahr an den Europameisterschaften in Eindhoven teil und vertrat Deutschland außerdem bei den World Games in Birmingham, bei denen sie nach Siegen gegen Anna Serme und Alex Haydon direkt das Viertelfinale erreichte, sowie bei den Weltmeisterschaften 2022 und 2024.
Sie ist seit Januar 2022 als Sportsoldatin Mitglied der Sportfördergruppe der Bundeswehr. Ihr Vater ist der ehemalige tschechische Fußballspieler Roman Týce. Sie nahm aufgrund ihrer Abstammung daher 2020 auch an den tschechischen Meisterschaften teil.

## Erfolge
- Gewonnene PSA-Titel: 1
- Deutsche Vizemeisterin: 2022